# De ortolaan
De ortolaan is een novelle van de Nederlandse schrijver Maarten 't Hart. Het boekje werd in 1984 uitgegeven door de Stichting Collectieve Propaganda van het Nederlandse Boek, ter gelegenheid van de Boekenweek 1984, die dat jaar als motto had: "Wie leest, beleeft meer".

## Verhaal
Maarten is etholoog en werkzaam aan de Universiteit van Leiden. Op zijn afdeling is een plaats vrij voor een uitwisselingsstudente en Maarten biedt aan het meisje onderdak te verlenen. De Belgische studente Alma wordt gastvrij opgenomen door Maarten en zijn vrouw Hanneke. Aanvankelijk valt Alma Maarten wat tegen. Hij vindt haar niet knap. Maar al snel wordt hij verliefd op zijn gaste, een geheime liefde want zowel hij als Alma zijn bezet. Alma is volslagen trouw aan haar verloofde Pascal en Maarten aan Hanneke. Het is voor Maarten ook onbegrijpelijk dat Alma niet van klassieke muziek of filosofie houdt. Toch is hij jaloers als hij de mannen om haar heen ziet zwermen. Aan het einde van het uitwisselingsprogramma keert Alma weer terug naar België. Maarten zal Alma nog drie keer terugzien en wel op een aantal internationale congressen voor ethologen. Elke keer als hij haar weer ziet, de derde keer als getrouwde vrouw en de laatste keer als moeder van twee kinderen, blijft de liefde oplaaien. Toch gebeurt er niets tussen de twee ethologen. De enige lichamelijkheid is er als Maarten Alma redt op een gevaarlijke rotsrichel. Maarten houdt Alma een tijd vast als de richel te smal wordt. Tijdens het laatste congres dat plaatsvindt in de DDR geeft Maarten zijn geliefde een dode ortolaan. Het diertje is tegen de glazen wand van het universiteitsgebouw gevlogen. Maarten, die weet dat hij Alma nooit meer zal zien, vat zijn relatie met haar dan als volgt samen: 'als zij niet verloofd was geweest, en ik niet getrouwd, zou alles misschien anders zijn gelopen, maar zou ik - dat wist ik zeker - niet half zoveel van haar gehouden hebben'.

## Achtergrond
Een ortolaan is een gors, een kleine trekvogel die toen dit boek verscheen nog, zij het in voortdurend afnemend aantal, in Nederland broedde. Het verenkleurenpalet is uitgevoerd in pasteltinten, gele oorring, roze snavel, gele keel, groene kop. In Italië en Frankrijk, waar deze kleine vogeltjes gelden als een delicatesse, worden ze gegeten. In de novelle van 't Hart is de ortolaan het symbool van Alma en van de onbereikbare liefde. Zoals het vogeltje klein is, met tere kleuren, zo is Alma dat ook, en de zeldzame keren dat een ortolaan kan worden gezien is vergelijkbaar met de zeldzame momenten dat Maarten bij Alma is. De liefdesverklaring van de etholoog heeft iets van de onmogelijke liefde die in de Middeleeuwen heel populair was. Jonge ridders en troubadours zochten een object voor hun liefde, bij voorkeur een getrouwde vrouw en aanbaden die geliefde voortaan in alle stilte. De ortolaan speelt een rol in het begin van de novelle, tijdens de stageperiode van Alma, als zij en Maarten op een kerkhof op zoek gaan naar het vogeltje, in het midden als blijkt dat Alma na haar huwelijk uitgerekend in de 'avenue des Ortolans' gaat wonen, en aan het eind als Maarten het dode vogeltje aan Alma geeft. In de drie gevallen is er sprake van onbereikbaarheid, de Ortolaan is niet op de begraafplaats, de Belgische laan is verboden gebied vanwege Alma's huwelijk, en de vogel vliegt zich dood op het congres in de DDR. Toch voelt Maarten zich gelukkig, alleen al bij haar te zijn geeft voldoende bevrediging. Hij citeert de filosoof Adorno: "Een geliefd mens weigert toenadering, niet vanwege innerlijke remmingen, maar omdat er al een relatie bestaat die een nieuwe uitsluit". Juist omdat 't Hart alleen de momenten met Alma beschrijft en de jaren tussen de congressen weglaat, krijgt zijn liefde voor Alma een heel zuiver karakter, zoals een troubadour uit de Middeleeuwen een ballade schrijft voor zijn onbereikbare jonkvrouw.

## Motto
Verwonderlijk! Socrates sprak er steeds over dat hij het van een vrouw geleerd had. "O, ik kan ook zeggen dat ik het beste van hetgeen ik bezit, aan een meisje te danken heb. Ik heb het alleen niet ván haar geleerd, maar dóór haar."
Søren Kierkegaard